# Чіж (округ Рімавска Собота)
Чіж (словац. Čiž, угор. Csíz (település)) — село, громада в окрузі Рімавска Собота, Банськобистрицький край, Словаччина. Кадастрова площа громади — 6,14 км². Населення — 644 осіб (за оцінкою на 31 грудня 2017 р.).
Перша згадка 1274 року.

## Географія
Протікає річка Тешка.

## Населення
| Рік:            | 1994. | 2004.   | 2014.   | 2024.   |
| --------------- | ----- | ------- | ------- | ------- |
| Кількість осіб: | 682   | 707     | 669     | 683     |
| Різниця:        |       | +3,66 % | -5,37 % | +2,09 % |

| Рік:            | 2023. | 2024.   |
| --------------- | ----- | ------- |
| Кількість осіб: | 682   | 683     |
| Різниця:        |       | +0,14 % |